# Melanoneura bilineata
Melanoneura bilineata – gatunek ważki z rodziny pióronogowatych (Platycnemididae). Jest endemitem południowo-zachodnich Indii.